# Vörösmajor
Vörösmajor (Hviezdoslavfalva, szlovákul Hviezdoslavov) község Szlovákiában, a Nagyszombati kerületben, a Dunaszerdahelyi járásban.

## Fekvése
Somorjától 5 km-re északkeletre, a Csallóköz nyugati részén fekszik.

## Története
A mai falu területén feküdt a középkorban egy "Sok" nevű falu, melyet az 1332 és 1337 között felvett pápai tizedjegyzék is említ. A falu előbb az éberhárdi, majd a szentgyörgyi uradalomhoz tartozott.
A mai települést 1921-ben alapították a volt Pállfy majorból, Csütörtök és Béke községek részeiből. Az abban az évben elhunyt Hviezdoslav szlovák költőről nevezték el.

## Népessége
| Év:            | 1994. | 2004.    | 2014.     | 2024.     |
| -------------- | ----- | -------- | --------- | --------- |
| Emberek száma: | 270   | 359      | 974       | 3772      |
| Eltérés:       |       | +32,96 % | +171,30 % | +287,26 % |

| Év:            | 2023. | 2024.   |
| -------------- | ----- | ------- |
| Emberek száma: | 3446  | 3772    |
| Eltérés:       |       | +9,46 % |

2011-ben 612 lakosából 418 szlovák és 113 magyar volt.
2021-ben 2472 lakosából 2100 (+19) szlovák, 181 (+17) magyar, 1 (+3) cigány, 1 (+12) ruszin, 70 (+8) egyéb és 119 ismeretlen nemzetiségű volt.

## Nevezetességei
- A Hviezdoslav-emlékmű 1971-ben készült, a település alapításának 50. évfordulójára állították fel.